# Les trois semaines
Les trois semaines (hébreu : שלוש השבועות shalosh hashavouot) ou Yemei bein hametzarim (hébreu : ימי בין המצרים « les jours entre les détroits », d’après Lamentations 1:3) sont une période de deuil public d'institution rabbinique, s'étendant entre deux des quatre jeûnes institués par les prophètes, le 17 tammouz (qui marque la première brèche dans l'enceinte de Jérusalem lors du siège mené par Rome et le 9 av, jour de la destruction des Temples de Jérusalem.
Elles sont marquées par des manifestations croissantes d'affliction, commençant avec l'abstention d'activités plaisantes, dont la tenue de mariages, et culminant avec la restriction de viande et de vin (en dehors du chabbat).
Elles comportent aussi quelques particularités liturgiques.

## Les trois semaines dans les sources juives
Bien que les dates encadrant les trois semaines trouvent leur source dans une prophétie de Zacharie chapitre 8 pour les temps messianiques (« le jeûne du quatrième mois, le jeûne du cinquième, le jeûne du septième et le jeûne du dixième se changeront pour la maison de Juda en jours d’allégresse et de joie »), le concept des « trois semaines » est d'origine rabbinique.
En effet, si le jeûne du cinquième mois a bien lieu le 9 (ou le 10) av, celui du quatrième mois était à l'origine observé le 9 tammouz et c'est à la suite de la destruction du Second Temple qu'il est institué le 17 tammouz.
La Mishna, dont la rédaction s'achève vers 200 EC, n'évoque pas les trois semaines ; tout au plus stipule-t-elle de diminuer les manifestations de joie dès le début du mois d’av et interdit de se couper les cheveux ou de laver sa lessive pendant la semaine au cours de laquelle tombe le 9 av ; lors du dernier repas avant ce jeûne, elle prescrit de s'abstenir (ou, selon une autre opinion non retenue, de diminuer) de viande, de vin et de deux plats cuisinés.
La référence la plus ancienne aux trois semaines de deuil se trouve dans le Midrash Eikha Rabba (compilé entre les IVe et Ve siècles) qui élabore sur le livre des Lamentations (bien que Saadia Gaon dise avoir trouvé une allusion dans le livre de Daniel) : c'est d'ailleurs du fait de ce commentaire que la période est appelée bein hametzarim, nom sous laquelle on la retrouve dans nombre de compilations de coutumes médiévales.
La pratique de lire trois sections spéciales des Livres prophétiques, les tlat depouranouta (« les trois d'affliction »), au cours des chabbatot des yemei bein hametzarim apparaît également dans un ouvrage contemporain, le Pessiqta deRav Kahana.
1. "Divre Yirmeyahu", Paroles de Jérémie (Livre de Jérémie 1.1-2.3),
2. "Shim`u Devar Hashem" Écoutez la parole du Seigneur (Livre de Jérémie 2.4-28)
3. "Hazon Yisha`yahu" Vision d'Isaie (Livre de Isaie 1.1-27).

Les coutumes à adopter en ces jours se développent de façons diverses dans différentes communautés. L'austérité est fortement mise en avant dans le Sefer HaRokeah d'Eléazar de Worms, piétiste rhénan, et dans le Sefer Maharil de Jacob Moelin, également allemand tandis que les coutumes séfarades sont généralement plus souples, sauf à la suite de persécutions. Elles sont consignées par Joseph Caro dans son Choulhan Aroukh, que le Rem"a annote de coutumes ashkénazes, tirées des Minhaggim d'Isaac Tyrnau.

## Observance des trois semaines
Les affres de la destruction du Temple ayant débuté le 17 tammouz, il est de coutume de commencer à porter le deuil à partir de ce jour. Ces coutumes varient fortement parmi les différents rites et communautés. De façon générale, les ashkénazes, suivant l'avis du Rem"a, les observent dès le 17 tammouz, tandis que les séfarades, se basant sur le Rav Yosseph Caro, ne les respectent pleinement qu'à partir du mois d’av, voire dans la semaine qui précède le 9 av.
 Il est communément admis qu'elles ont pour but de diminuer la joie et ne peuvent avoir préséance sur des lois établies, comme le respect du chabbat, au cours duquel les manifestations publiques de deuil ne peuvent avoir lieu. Elles ne peuvent pas non plus avoir lieu lors d'une seoudat mitzva, banquet tenu après une circoncision, la complétion d'une étude talmudique, la cérémonie de rachat du premier-né, etc.

### Restrictions de joie
Il est recommandé aux pieux de tenir un tikkoun hatzot, office de lamentations tenu à minuit de chaque jour. 
Les mariages sont interdits (chez les ashkénazes), même pour qui n'a pas encore réalisé le devoir de procréer (la plupart des séfarades peuvent les célébrer jusqu'au début du mois d’av) ; les fiançailles sont autorisées - même si elles sont suivies d'un banquet (et sans repas festif après le 1er av). Certains commencent à s'abstenir de viande et de vin, sauf à chabbat et lors des seoudot mitzva.

Il est interdit d'écouter de la musique (en réalité, la musique est interdite toute l'année en souvenir de la destruction du Temple mais les décisionnaires assouplissent cette interdiction, excepté lors des périodes de deuil comme les trois semaines). Cette interdiction concerne aussi les chants sacrés accompagnés d'instruments mais non la musique vocale, d'où s'est développée une tradition de musique A cappella quelquefois appelée "sefirah" car elle est destinée à ces périodes de deuil où la musique instrumentale est interdite (trois semaines et sefirah). Elle n'a pas cours à chabbat et lors d'une seoudat mitzva. Par ailleurs, les musiciens professionnels peuvent exercer leur métier (en dehors du 17 tammouz) chez les Gentils jusqu'au 1er av,.
Il est de coutume de ne pas prononcer la bénédiction chèhè’hiyanou car elle rend grâce à Dieu pour un évènement joyeux inhabituel : on évite donc d'acheter et revêtir des nouveaux vêtements pendant cette période. Il est cependant permis de réciter la bénédiction le chabbat voire en semaine, si l'occasion de la faire en se représente pas après le 9 av. Il est par ailleurs obligatoire de la réciter lors de la cérémonie de rachat du premier-né.
Les soins d'agrément, comme la baignade, la coupe de cheveux, etc., sont interdits (mais autorisés jusqu'au premier av s'ils répondent à un besoin sanitaire ou social) ; les attitudes varient au sujet de la coupe des ongles, de la moustache et des sourcils,. De même, les voyages d'agrément et la fréquentation de lieux de loisirs (cinéma, piscine, etc.) sont à éviter.

### Les neuf jours
Les manifestations de deuil se renforcent chez les ashkénazes à la néoménie du mois d’av : viande et vin, sont désormais totalement interdits (en dehors du chabbat et des repas de fête), ainsi que la lessive et le port d'habits neufs. Chez les séfarades, ces restrictions n'entrent en vigueur que le dimanche précédant le 9 av et ne se font pas s'il a lieu un dimanche.
Cette austérité atteint même le shabbat hazon, dernier des tlat depouranouta. Nombre de plaisirs, dont le bain chaud avant le chabbat, sont interdits et la liturgie prend une tonalité funèbre.

### Liturgie
Au cours des trois chabbatot entre le 17 tammouz et le 9 av, la lecture de la section hebdomadaire du Pentateuque est suivie de sections prophétiques (haftarot) particulières, les deux premiers chapitres de Jérémie et le premier d'Isaïe, qui ne présentent pas de lien thématique avec la section hebdomadaire mais rapportent les prophéties annonçant la chute de Jérusalem. L'intitulé de ces haftarot, respectivement Divrei, Shim'ou et Hazon, donne leur nom aux chabbatot au cours desquels elles sont lues.

## Observance de la période dans le karaïsme
Les Karaïtes, adeptes d'un courant juif scripturaliste (acceptant comme autorité la Bible hébraïque mais non sa tradition orale d'interprétation rabbinique), observent les jeûnes à des dates différentes de celles fixées par les rabbins, de sorte que la période entre le jeûne du quatrième mois et ceux du cinquième mois ne dure pas trois semaines.
Ils considèrent cependant, au même titre que les Rabbanites, la période entre le 9 tammouz et le 10 av comme une période de deuil ; les Karaïtes d’Égypte s’abstenaient en ces jours de viandes, de mariages et de toute autre occasion joyeuse.